# الحزب الديمقراطي (لوكسمبورغ)
الحزب الديمقراطي (بالفرنسية: Parti démocratique)‏ هو حزب سياسي لوكسمبورغي، أسس في 24 أبريل 1955، يقع مقره في مدينة لوكسمبورغ.

## أعضاء بارزون
- كود سباركل
- تحديث القائمة

- كزافييه بيتل
- غاستون ثورن
- Josy Barthel
- آن كريمر
- Colette Flesch
- Charles Goerens
- Lydie Polfer
- Anne Brasseur (1975 - )
- Émile Hamilius
- Claude Meisch